# Metro-Goldwyn-Mayer (studio d'animation)
 (juin 2016).
Si vous disposez d'ouvrages ou d'articles de référence ou si vous connaissez des sites web de qualité traitant du thème abordé ici, merci de compléter l'article en donnant les références utiles à sa vérifiabilité et en les liant à la section « Notes et références ».
Le studio d'animation de la Metro-Goldwyn-Mayer (MGM), créé en 1937 et fermé vingt ans plus tard, fut à l'origine des séries de courts-métrages d'animation les plus populaires au monde. L'ours Barney, Droopy, Casse-noisettes, Georges et Junior ou encore Tom & Jerry comptent parmi les personnages récurrents de leurs productions.
Avant de créer son propre studio d'animation, la MGM distribua l’œuvre du producteur indépendant Ub Iwerks puis la série des Happy Harmonies de Hugh Harman et Rudolf Ising. Le studio d'animation de la MGM fut fondé afin de remplacer ces derniers qui finirent toutefois par devenir employé du studio.
Après des débuts difficiles, le studio commença à réellement se développer en 1940 à la suite de la sortie du court-métrage The Milky Way ("La Voie lactée") qui reçut l'Oscar du meilleur court-métrage d'animation. Le studio attira de nombreux talents des studios Disney et Schlesinger à la suite de disputes d'ordre syndical. D'abord fondé et dirigé par Fred Quimby, les créateurs de la série Tom & Jerry William Hanna et Joseph Barbera en prirent la tête en 1955 jusqu'à sa fermeture en 1957 et la création du studio indépendant Hanna-Barbera Productions.

## La formation du studio
Dans les années 1930 aux États-Unis, les salles de cinéma agrémentaient les séances de nombreux programmes courts tels que des carnets de voyage, des actualités, des séries et des cartoons. Au cours de la décennie précédente, les studios Disney avaient rencontré un succès critique et public grâce à Mickey Mouse, et bon nombre de studios d'animation tentèrent leur chance sur le créneau.
La toute première série d'animation à être sortie du studio fut Flip la grenouille, produite pour Celebrity Pictures et dont le personnage principal était une grenouille anthropomorphe créée par Ub Iwerks, un ancien animateur des studios Disney. Ce dernier avait été embauché par Pat Powers qui lui avait promis son propre studio d'animation. C'est d'ailleurs ce dernier qui contacta la Metro-Goldwyn-Mayer pour la distribution de la série. Le premier épisode de la série, Fiddlesticks, fut projeté pour la première fois au mois d'août 1930 et fut suivi par deux douzaines d'épisodes. En 1933, Flip la grenouille fut remplacée par Willie Whopper, une nouvelle série dont le héros était un petit garçon menteur, mais celle-ci ne rencontra pas le succès escompté et la MGM mit un terme aux contrats de Iwerks et Powers, qui avaient eux-mêmes par ailleurs déjà commencé à distribuer leur série de dessins animés Comi-Color.
En février 1934, la MGM signa un nouveau contrat avec le studio Harman-Ising, lequel venait tout juste de rompre sa collaboration avec Leon Schlesinger et le studio Warner Bros. à la suite de problèmes de budget et travaillait sur une nouvelle série de courts-métrages en couleur. Les dirigeants du studio avaient réussi à débaucher une bonne partie de leurs anciens collègues du studio Schlesinger, dont des animateurs et des scénaristes tels que Carman "Max" Maxwell, William Hanna et les frères Robert et Tom McKimson.
Le premier épisode de la série des Happy Harmonies, The Discontent Canary ("Le canari mécontent"), fut achevé en juin 1934 et sortit en septembre de la même année. La production de la série se poursuivit pendant trois ans et passa d'un Technicolor bichrome à un trichrome en 1935. Les Happy Harmonies mirent parfois en scène le personnage de Bosko, créé par Hugh Harman et Rudolf Ising, qui, jusque-là représenté sous la forme d'une tache d'encre, y apparaissait cette fois-ci clairement sous les traits d'un garçonnet afro-américain. Les réalisateurs travaillaient séparément sur leurs propres épisodes, même si tous deux avaient pour ambition avouée de créer des films assez complexes pour rivaliser avec les Silly Symphonies de Disney.
Pourtant, des problèmes de budget commencèrent à nouveau à peser sur Harman et Ising et les Happy Harmonies rencontrèrent régulièrement des dépassements de budget. À la suite de demandes répétées de la part de la MGM et ignorées par Harman concernant la réduction des coûts de production, la MGM décida en 1937 de créer son propre studio d'animation et d'embaucher la majeure partie des salariés de Harman-Ising. Le dernier épisode de la série des Happy Harmonies, intitulé The Little Bantamweight, sortit en mars 1938. Harman et Ising quittèrent d'abord la MGM pour créer leur propre studio avant de finalement retourner y travailler.
En 1934, la MGM fit appel aux studios Disney pour son film musical Hollywood Party afin de créer une séquence en Technicolor du nom de The Hot Chocolate Soldiers ("Les soldats en chocolat"). Le film contenait par ailleurs une séquence dans laquelle Jimmy Durante interagissait avec Mickey. En 1936, les animateurs de chez Disney furent débordés par la réalisation de Blanche Neige et les sept nains et le studio Harman-Ising leur délégua quelques artistes pour travailler sur le long-métrage et les Silly Symphonies en échange de formations aux techniques du studio.

## L'âge d'or du cinéma d'animation américain

### Des débuts difficiles
En mars 1937, MGM embaucha Fred Quimby en tant que responsable des ventes du département dessins animés nouvellement créé alors qu'il n'avait aucune expérience dans l'industrie du cinéma d'animation. Certains animateurs de l'ancien studio Harman-Ising, comme William Hanna et Bob Allen, furent nommés réalisateurs, et Carman Maxwell devint directeur de production. Quimby fit le tour de tous les principaux studios d'animation américain pour recruter les artistes, réalisateurs et scénaristes les plus talentueux comme Friz Freleng du studio Leon Schlesinger Productions, Emery Hawkins de Screen Gems et la plupart des meilleurs employés de Terrytoons : Joseph Barbera, Jack Zander, Ray Kelly, Dan Gordon et d'autres. D'abord installé dans une maison proche du studio MGM, le nouveau département animation fut inauguré le 23 août 1937 au croisement des avenues Overland et Montana.
Mais, malgré les nouveaux locaux et les réalisateurs talentueux, la première série du département animation fut un échec. The Captain and the Kids, une adaptation des Katzenjammer Kids de Rudolph Dirks, fut commandée par la MGM sans que les créatifs du studio ne soient consultés. Frelang, Hanna et Allen, qui furent chargés de la réalisation du court-métrage, ne réussirent pas à retranscrire l'humour de l'œuvre originale et la série finit par être abandonnée au bout de quinze épisodes. Seuls deux des cartoons de la série furent réalisés en Technicolor, les autres ayant été réalisés en noir et blanc avant d'être transférés sur pellicule sépia.

### Le retour d'Harman et Ising
La MGM embaucha des dessinateurs de bandes dessinées tels que Mitt Gross et Harry Hershfield dans l'espoir d'améliorer la série The Captain and the Kids et aussi de produire des créations originales, mais les contrats des deux dessinateurs furent de courtes durées. Gross réussit à finaliser deux courts-métrages, Jitterbug Follies et Wanted: No Master, mettant en scène deux de ses propres personnages, Count Screwloose de Tooloose et J.R. the Wonder Dog, tandis que Hershfield n'en termina aucun. En octobre 1938, Quimby, revenant sur sa décision, réembaucha Hugh Harman et Rudolf Ising en tant que directeurs artistiques et producteurs, lesquels prirent la tête du département dans lequel ils retrouvèrent bon nombre des animateurs qui avaient quitté leur studio l'année précédente.
Parmi les premiers cartoons de Ising pour la MGM, on trouve The Bear Who Couldn't Sleep, sorti en 1939 et introduisant pour la première fois le personnage de Barney, un ours pataud et anthropomorphe inspiré de Wallace Beery et d'Ising lui-même. Barney devint par la suite le premier personnage récurrent des productions du studio MGM et continua à faire des apparitions jusqu'en 1953, même si sa popularité ne fut en rien comparable à celle de Mickey Mouse ou de Porky Pig. Ising se concentra sur les cartoons de l'ours Barney tandis qu'Harman se focalisa sur la production de courts-métrages originaux à l'animation soignée. Ce dernier réussit tout de même à réaliser quelques épisodes d'une série de cartoons intitulée Three Bears.
C'est cette même année qu'Harman produisit son chef-d'œuvre, Peace on Earth. Sorti au cours des vacances scolaires de 1939, immédiatement après le début de la Deuxième Guerre mondiale, ce dessin animé d'anticipation se déroulait dans un monde post-apocalyptique. La même année, Peace on Earth fut nommé pour l'Oscar du meilleur court-métrage d'animation ainsi que pour le Prix Nobel de la paix.

### Hanna-Barbera:Tom & Jerry
Friz Freleng travailla brièvement sous la direction de Harman avant de retourner chez Schlesinger à la fin de son contrat en avril 1939, et le scénariste Joseph Barbera fit équipe avec le réalisateur William Hanna dans l'unité de production de Rudolph Ising. Leur collaboration dura plus de soixante ans jusqu'à la mort de Hanna en 2001. Leur première réalisation commune fut Puss Gets the Boot en 1940, dont le personnage principal était une souris cherchant à échapper à un chat domestique dénommé Jasper. D'abord diffusé de manière confidentielle, le court-métrage rencontra un succès populaire et critique et fut nommé pour l'Oscar du meilleur court-métrage d'animation en 1940. Forts de leur nouvelle notoriété, Hanna et Barbera se virent demander de produire plus de dessins animés de ce type, ce qui amena à la création des personnages de Tom & Jerry. Puss Gets the Boot ne remporta pas l'Oscar cette année-là. Il fut finalement attribué à un autre dessin animé de la MGM, The Milky Way de Rudolf Ising, ce qui fit de la MGM le premier concurrent sérieux aux Oscars face à Walt Disney.
Tom & Jerry devint rapidement la série phare du département animation de la MGM. Les courts-métrages firent un tabac au box-office ce qui poussa le studio à diversifier les produits à l'effigie de ses personnages. La série fut nommée à douze reprises à l'Oscar du meilleur court-métrage d'animation et en remporta sept : The Yankee Doodle Mouse (1943), Mouse Trouble (1944), Quiet Please! (1945), The Cat Concerto (1946), The Little Orphan (1948), The Two Mouseketeers (1951), and Johann Mouse (1952). Tom & Jerry finit par obtenir le même palmarès que les SIlly Symphonies de Disney en termes de nombre de récompenses.
Hanna et Barbera, que Quimby avait d'abord empêchés de réaliser d'autres courts mettant en scène un chat et une souris, se virent nommés à la tête d'une équipe d'animateurs talentueux - dont George Gordon, Jack Zander, Kenneth Muse, Irven Spence, Ed Barge, Ray Patterson et Pete Burness - afin de se consacrer exclusivement à la production de cartoons de Tom & Jerry. Hanna et Barbera ne travaillèrent alors plus que sur cette série jusqu'en 1955, mis à part une demi-douzaine de courts-métrages originaux dont Gallopin' Gals (1940), Officer Pooch (1941), War Dogs (1943), Good Will to Men (1955), ainsi que les sept derniers épisodes de la série des Droopy, créée par Tex Avery.
Le travail de Scott Bradley sur la musique de la série des Tom & Jerry fut un facteur clé de son succès. Ce dernier mit en musique tous les cartoons du studio jusqu'à sa fermeture. Ses compositions faisaient appel autant à la musique classique qu'au jazz et reprenaient souvent des morceaux composés pour les longs-métrages produits par la MGM. Les chansons les plus fréquemment réutilisées furent sans conteste The Trolley Song, tirée du film Le Chant du Missouri, et Sing Before Breakfast du film Broadway Melody, sorti en 1936.

### Tex Avery
Hugh Harman quitta le studio MGM en avril 1941 et Rudolf Ising fit de même un an et demi plus tard. George Gordon fut nommé au poste de Ising sur la série des Barney Bear mais ne produisit que trois courts-métrages avant de quitter le studio en 1943. Quimby engagea Tex Avery, un animateur du studio Schlesinger reconnu pour son talent comique. Le premier court-métrage d'Avery pour la MGM fut la parodie de film de guerre Der Grosse méchant loup, qui lui valut d'être nommé à l'Oscar du meilleur court-métrage d'animation en 1942.
Une fois chez MGM, Avery poussa encore plus loin son style décalé. Parmi ses productions les plus remarquées, on trouve des comédies burlesques comme Red Hot Riding Hood (1943), Jerky Turkey (1945), Northwest Hounded Police (1946), King-Size Canary (1947), Little Rural Riding Hood (1949), et Bad Luck Blackie (1949). Son œuvre popularisa bon nombre de personnages de la MGM dont Casse-noisettes, le duo formé par George et Junior inspiré par Des souris et des hommes de Steinbeck, et bien sûr Droopy, son personnage le plus connu.
Droopy, dont le doublage était assuré par Bill Thompson - connu à l'époque pour son travail sur le personnage de Wallace Wimple dans le feuilleton radiophonique de la NBC Fibber McGee and Molly -, fit sa première apparition en 1943 dans Droopy fin limier (Dumb-Hounded), puis dans Police montée (Northwest Hounded Police) avant de bénéficier de sa propre série en 1948 avec Droopy toréador (Señor Droopy).
L’œuvre de Tex Avery eut une influence sur l'industrie du dessin animé tout entière. Même Hanna et Barbera adaptèrent leur série Tom & Jerry afin de coller à l'humour loufoque et violent de ses films. L'équipe d'Avery incluait entre autres les scénaristes Rich Hogan et Heck Allen, et les animateurs Michael Lah, Ed Love et Preston Blair, connus pour avoir réalisé l'animation de la chanteuse de cabaret dans Red Hot Riding Hood et ses suites.
En 1946, Quimby confia à Blair et Lah la réalisation d'une nouvelle série d'épisodes de Barney Bear , mais revint sur sa décision au bout de trois cartoons.

### Le CinemaScope
Tex Avery était un perfectionniste. Il travaillait avec ardeur sur les scénarios et les gags de ses films, vérifiait les dessins de ses animateurs et était également connu pour éliminer certains intervalles dans une séquence s'il trouvait son animation trop douce. Le surmenage poussa Avery à démissionner en mai 1950 après avoir mis la touche finale à Rock-a-Bye Bear qui ne sortit qu'en 1952 à cause du carnet de commandes chargé du studio.
Dick Lundy, l'ancien réalisateur de Walter Lantz, fut nommé à la tête de la division jusque-là dirigée par Tex Avery. Celui-ci finalisa un épisode de la série des Droopy et dix épisodes de la série des Barney Bear avant qu'Avery ne reprenne son poste en octobre 1951 pour réaliser Johnny le petit jet (Little Johnny Jet) qui sortit en salle deux ans plus tard.
Avery réalisa onze autres courts-métrages pour la MGM dont beaucoup furent influencés par le style du nouveau studio d'animation UPA. En mars 1953, la MGM ferma le département animation en pensant que la tendance des films en 3D sonnerait le glas des films d'animation. Avery ne quitta lui-même le studio qu'en juin de cette même année après avoir travaillé avec Michael Lah sur deux productions, Droopy shérif (Deputy Droopy) et Mise en boîte (Cellbound) que Lah finalisa avec l'aide d'employés d'Hanna et Barbera. Avery rejoignit l'équipe de Walter Lantz au mois de février tandis que Lah partit exercer ses talents dans le monde de la publicité.
À la suite de la réouverture du studio en 1954, des coupes budgétaires forcèrent Hanna et Barbera à réduire le niveau de détails des nouveaux épisodes de Tom & Jerry et à sortir chaque année un épisode composé à partir des animations existantes des épisodes précédents. Cette année-là, Hana et Barbera réalisèrent La Guerre de Troie (Pet Peeve), le premier cartoon de la MGM au format CinemaScope, le nouveau format de film destiné à attirer un public de plus en plus rare dans les salles à la suite du développement de la télévision.
Par la suite, quelques épisodes de Tom & Jerry bénéficièrent d'une distribution dans les deux formats, standard et CinemaScope, et ce n'est qu'à partir de 1955 et la sortie de Pecos Pest que tous les cartoons de la MGM furent édités uniquement en CinemaScope. Six cartoons à succès du studio eurent droit à une réédition au format CinemaScope, dont le Peace on Earth de Hugh Harman qui fut à nouveau nommé pour l'Oscar du meilleur court-métrage d'animation.

### Les dernières années du studio
Quand Quimby prit sa retraite en 1955, Hanna et Barbera prirent la tête du studio. Michael Lah revint en 1955 pour réaliser une scène d'animation pour le long-métrage Invitation à la dance et resta pour superviser une nouvelle série d'épisodes de Droopy en CinemaScope destinée à accompagner les nouveaux cartoons de Tom & Jerry réalisés en CinemaScope.
L'épisode de Droopy réalisé par Lah en 1957, One Droopy Knight, fut nommé à l'Oscar du meilleur court-métrage d'animation. Malgré cela, les épisodes en CinemaScope de Droopy et de Tom & Jerry ne retinrent pas l'attention de la critique à cause de leurs scénarios trop simplistes et la qualité médiocre de leur animation due aux coupes budgétaires. Afin de maintenir le département animation à flot, la MGM avait commencé à rééditer ses anciens cartoons sortis dans les années 40, mais elle décida à la fin de l'année 1956 que, puisque les anciens cartoons généraient autant de revenus que les nouveaux, elle pourrait économiser 600.000$ par an en arrêtant leur production.
La majeure partie des cartoons réédités furent des épisodes de la série des Tom & Jerry et des Droopy. Aucun des cartoons de la série des Casse-Noisettes ou des George et Junior ne fut réédité.
Le département animation de la MGM ferma ses portes en mai 1957. Hanna et Barbera récupérèrent alors la plupart de leurs animateurs et commencèrent la production de cartoons pour la télévision via leur entreprise Hanna-Barbera Productions. Ces derniers se rapprochèrent dans un premier temps de la MGM pour la distribution de leurs courts-métrages destinés à la télévision, mais essuyèrent un refus de la part du studio. La société de production télévisuelle Screen Gems de Columbia Pictures distribua les séries de Hanna-Barbera et le studio devint alors le premier producteur mondial de dessins animés pour la télévision. MGM demanda plus tard à Gene Deitch de travailler à de nouveaux épisodes de la série des Tom & Jerry avant de faire appel au studio Sib Tower 12 de Chuck Jones et Les Goldman.

## Exploitation ultérieure
En 1986, l'entreprise Turner Broadcasting System tenta de faire l'acquisition de MGM/UA (United Artists), mais faute d'avoir pu rassembler les fonds nécessaires, réduisit au contraire son engagement pour ne plus conserver que le droit d'exploitation des œuvres produites avant 1986. La Turner Entertainment Company fut alors créée pour gérer les droits relatifs à ces œuvres.
En 1996, Turner Broadcasting System fusionna avec Time Warner. Aujourd'hui, Warner Bros./Turner détient les droits d'exploitation de toutes les œuvres d'animation produites par la MGM en plus de ceux des productions Hanna-Barbera, rachetées en 1991.
Depuis 2009, l'intégralité des épisodes de Tom & Jerry produits par Hanna et Barbera sont disponibles en coffrets DVD. La première réédition DVD a toutefois été remaniée : plusieurs épisodes ont été partiellement censurés et deux épisodes complets ont été écartés de la compilation à cause de leur aspect politiquement incorrect.
En 2011, Warner Home Video a réédité la série en version intégrale non censurée et remastérisée dans des coffrets DVD et Blu-ray intitulés Tom and Jerry Golden Collection.
L'intégralité des épisodes de Droopy a également été rééditée en 2007.